# Tick Tock (Clean Bandit e Mabel)
Tick Tock è un singolo del gruppo musicale britannico Clean Bandit e della cantante britannica Mabel, pubblicato il 21 agosto 2020.

## Descrizione
Tick Tock, che vede la partecipazione del rapper statunitense 24kGoldn, è una canzone dance pop ed è stata inclusa come traccia bonus nell'edizione digitale e streaming del primo album in studio di Mabel High Expectations.

## Pubblicazione
Gli interpreti hanno annunciato il singolo il 17 agosto precedente sui loro canali social.

## Video musicale
Il video musicale, reso disponibile in concomitanza con l'uscita del brano, è stato diretto dai Clean Bandit.

## Tracce
Testi e musiche di Grace Chatto, Jack Patterson, Kamille, Mabel Mcvey e Golden Landis Von Jones.
Download digitale, streaming
1. Tick Tock (feat. 24kGoldn) – 3:03

Download digitale, streaming – Acoustic
1. Tick Tock (Acoustic) – 3:08

Download digitale, streaming – Joel Corry Remix
1. Tick Tock (feat. 24kGoldn) (Joel Corry Remix) – 2:39

Download digitale, streaming – Sam Feldt Remix
1. Tick Tock (feat. 24kGoldn) (Sam Feldt Remix) – 2:34

Download digitale, streaming – UK Mix
1. Tick Tock (feat. S1mba) (UK Mix) – 2:58

Download digitale, streaming – VIP Remix
1. Tick Tock (feat. Beenie Man & Konshens) (VIP Remix) – 3:00

Download digitale, streaming – Topic Remix
1. Tick Tock (feat. 24kGoldn) (Topic Remix) – 2:32

## Successo commerciale
Tick Tock è entrata nei primi dieci posti della Official Singles Chart britannica nel mese di ottobre, durante la sua nona settimana di permanenza in classifica, all'8ª posizione con 24 708 unità vendute, diventando la decima top ten dei Clean Bandit, la sesta di Mabel (terza consecutiva) e la seconda di 24kGoldn. In Italia il brano è stato il 24º più trasmesso dalle radio nel 2020.

## Classifiche

### Classifiche settimanali
| Classifica (2020-21) | Posizione massima |
| -------------------- | ----------------- |
| Argentina            | 74                |
| Austria              | 53                |
| Belgio (Fiandre)     | 53                |
| Belgio (Vallonia)    | 8                 |
| Croazia              | 2                 |
| Francia              | 76                |
| Germania             | 48                |
| Grecia               | 86                |
| Irlanda              | 13                |
| Italia               | 33                |
| Libano               | 12                |
| Lituania             | 79                |
| Paesi Bassi          | 27                |
| Polonia              | 5                 |
| Regno Unito          | 8                 |
| Repubblica Ceca      | 88                |
| Romania              | 21                |
| Russia               | 91                |
| Slovacchia           | 85                |
| Slovenia             | 8                 |
| Svezia               | 94                |
| Svizzera             | 17                |

### Classifiche di fine anno
| Classifica (2020) | Posizione |
| ----------------- | --------- |
| Polonia           | 67        |
| Classifica (2021) | Posizione |
| Belgio (Vallonia) | 99        |
| Croazia           | 32        |